# أوكسفورد (جورجيا)
أوكسفورد (بالإنجليزية: Oxford, Georgia)‏ هي مدينة تقع في مقاطعة نيوتن، جورجيا بولاية جورجيا في الولايات المتحدة. تبلغ مساحة هذه المدينة 6.6 (كم²)، وترتفع عن سطح البحر 232 م، بلغ عدد سكانها 2134 نسمة في عام 2010 حسب إحصاء مكتب تعداد الولايات المتحدة.

## أعلام
- كورا ماي براينت
- سارة برانام ماثيوز

## وصلات خارجية
- Cities & Counties - Georgia.gov